# Qureate
qureate是一家位於日本東京台東區淺草橋的電子遊戲開發商及發行商，早期作品以視覺小說為主，2021年公司化營運之後開始嘗試其他類型的遊戲，代表作有《異世界酒場六重奏》、《兔兔秘密花園》等。

## 歷史
臼田裕次郎和artumph的社長是舊識，他在加入artump後發現公司有製作原創內容的想法，於是在2018年牽頭成立獨立遊戲品牌「qureate」。參與過《子彈少女》和《歐米伽迷宮》等美少女遊戲的開發工作的臼田裕次郎，也順理成章成為qureate所有專案的製作人。qureate從首部作品《NekoMiko》就開始考慮面向日本海外發行作品並推出英文版，雖然該作沒有中文版，但是在中國大陸市場最暢銷，不少中文玩家呼籲qureate將遊戲中文化。面對玩家的呼聲，qureate在調研後決定之後作品推出中文版。
qureate開發的遊戲會在任天堂Switch、Steam等平台發佈，發行作品在任天堂Switch版均是全年齡向，成人遊戲在Steam以全年齡方式上線，另外提供修正檔增加色情場景，DLsite和FANZA GAMES則正常發佈，無需另外使用修正檔。qureate的口號是「將萌傳遞给世界」（萌えを世界に発信する），早期作品以開發成本較低的視覺小說為主，作品以原畫精美和大量殺必死內容聞名，通常會使用E-mote技術增強角色演出效果，過半作品有增加色情場景的修正檔。qureate會包攬遊戲的美術工作，遊戲系統等工作則會外包給其他公司，qureate大部分的作品與iMel和orgesta合作開發，與iMel合作的作品以視覺小說為主，與orgesta合作的作品類型則較為多樣。
2021年10月25日，artumph宣佈成立子公司「株式会社qureate」專門負責遊戲業務，臼田裕次郎擔任子公司的代表董事。同日，qureate宣佈四個開發專案，其中《NinNinDays2》和《Oh！女神Days》是視覺小說，《對戰公主》是塔防遊戲，《窺視你的未來》是qureate首個3D遊戲，遊戲類型的增加代表qureate有意進行玩法和技術上的嘗試和突破。
2022年1月發佈的《對戰公主》在任天堂Switch版上架後不久因為軟色情內容下架，Steam上架也受阻，Windows版改為在DLsite發行。2022年8月發行的《按摩狂》由於角色名字與日向坂46成員名字相同遭到網友聲討，官網也一度無法瀏覽，後來遊戲從《按摩狂》改名為《beat refle》，原定任天堂Switch的發售也無限期延後。
qureate旗下的作品大多處於同一個世界觀，如《囚獄公主》和《對戰公主》，《異世界酒場六重奏》和《KukkoroDays》。

## 開發遊戲
| 遊戲名稱                      | 合作開發   | Windows版發售日期                                                     | 任天堂Switch版發售日期                                               | 備註                |
| ----------------------------- | ---------- | --------------------------------------------------------------------- | -------------------------------------------------------------------- | ------------------- |
| 《NekoMiko》                  | iMel       | 2019年1月25日                                                         | 2019年12月5日                                                        | [ 8 ] [ 15 ]        |
| 《NinNinDays》                | iMel       | 2019年8月9日                                                          | 2020年3月12日                                                        | [ 8 ] [ 15 ]        |
| 《囚獄公主》                  | orgesta    | 2020年4月3日                                                          | 2020年1月30日                                                        | [ 9 ] [ 15 ]        |
| 《TroubleDays》               | iMel       | 2020年2月14日                                                         | 2020年8月6日                                                         | [ 8 ] [ 15 ]        |
| 《KukkoroDays》               | iMel       | 2020年5月15日                                                         | 2020年8月6日                                                         | [ 8 ] [ 15 ]        |
| 《異世界酒場六重奏》          | iMel       | 2020年12月14日（Vol.1） 2021年2月18日（Vol.2） 2021年5月13日（Vol.3） | 2020年11月5日（Vol.1） 2021年1月14日（Vol.2） 2021年3月18日（Vol.3） | [ 8 ] [ 15 ]        |
| 《探靈直播》                  | orgesta    | 2021年6月11日                                                         | 2021年4月15日                                                        | [ 9 ] [ 15 ] [ 7 ]  |
| 《IdolDays》                  | iMel       | 2021年8月6日                                                          | 2021年6月17日                                                        | [ 8 ] [ 15 ] [ 16 ] |
| 《NinNinDays2》               | iMel       | 2022年1月21日                                                         | 2022年11月18日                                                       | [ 8 ] [ 15 ]        |
| 《對戰公主》                  | orgesta    | 2022年2月4日                                                          | 2022年1月13日                                                        | [ 13 ] [ 9 ] [ 11 ] |
| 《窺視你的未來》              | 不適用     | 2022年7月15日                                                         | 2022年5月19日                                                        | [ 15 ]              |
| 《beat refle》                | orgesta    | 2022年8月1日                                                          | 待公布                                                               | [ 17 ] [ 9 ]        |
| 《我的特休戀愛物語》          | orgesta    | 2023年5月18日                                                         | 2023年5月18日                                                        | [ 15 ]              |
| 《多愁善感死亡輪迴》          | IXILL LLC. | 2023年7月28日                                                         | 2023年7月8日                                                         | [ 15 ]              |
| 《探靈直播2》                 | orgesta    | 2023年10月6日                                                         | 2023年9月21日                                                        | [ 18 ]              |
| 《亡靈女僕》                  | IXILL LLC. | 2024年2月15日                                                         | 2024年3月1日                                                         | [ 19 ] [ 20 ]       |
| 《兔兔秘密花園》              | 不適用     | 2024年4月18日                                                         | 2024年4月18日                                                        | [ 21 ]              |
| 《囚獄公主 陷入圈套的少女們》 | orgesta    | 2024年11月21日                                                        | 2024年11月21日                                                       | [ 22 ]              |
| 《魔栗少女☆依久乃》           | orgesta    | 2025年5月22日                                                         | 2025年5月22日                                                        | [ 23 ]              |
| 《幻想家明日翔》              | 待公布     | 待公布                                                                | 待公布                                                               | [ 24 ] [ 23 ]       |
| 《》                          | 待公布     | 待公布                                                                | 待公布                                                               | [ 23 ]              |
| 《》                          | 待公布     | 待公布                                                                | 待公布                                                               | [ 23 ]              |
| 《》                          | 待公布     | 待公布                                                                | 待公布                                                               | [ 23 ]              |
| 《兔兔秘密花園》 續作         | 待公布     | 待公布                                                                | 待公布                                                               | [ 23 ]              |
| 《Oh！女神Days》              | 待公布     | 待公布                                                                | 待公布                                                               | [ 2 ]               |